# عبد الجليل حدا
عبد الجليل هداالمعروف باسم كاماتشو، ولد في 23 مارس 1972 في مكناس، لاعب كرة قدم مغربي دولي كان يلعب في مركز قلب هجوم. امتدت مسيرته الرياضية بين سنتي 1992 و2004، تاريخ اعتزاله كرة القدم. يعتبر من أجود مهاجمي المنتخب الوطني المغربي في تسعينات القرن العشرين وحمل قميص أسود الأطلس في 48 مناسبة سجل خلالها 19 هدفا. شارك في كأس العالم 1998 مع المنتخب المغربي وتألق فيها بتسجيله هدفين في الدور الأول، ضد النرويج واسكتلندا، وهو بذلك من اللاعبين المغاربة القلائل الذين سجلوا أكثر من هدف في منافسات كأس العالم (إلى جانب عبد الرزاق خيري وصلاح الدين بصير).

## سيرته

### البدايات
عبد الجليل من مواليد مكناس وهي المدينة التي ترعرع فيها وتدرج فيها كرويا: كانت البداية في فرق الأحياء والدوريات الرمضانية التي كانت تعتبر مشتلا للاعبين الواعدين وفضاء للتنقيب عن المواهب من طرف مدربي الأندية. تألق هدا في دوريات الأحياء لفت أنظار فريق النادي المكناسي، الذي انتدبه في نهاية الثمانينات في فئة الشبان. تمت إعارته لمدة موسم واحد لفريق إسمنت مكناس وبعد رجوعه لفريقه الأم تم إدماجه مباشرة في فريق الكبار. كانت الكوديم، آنذاك في القسم الوطني الثاني وخاض عبد الجليل موسما رائعا، 1992-93، مع الفريق توج بصعود الفريق للقسم الوطني الأول. في الموسم الموالي استطاع الفريق الفوز ببطولة المغرب لموسم 1993-94، وهو من الإنجازات التاريخية النادرة في تاريخ الكرة المغربية التي يحقق فيها فريق لقب البطولة بمجرد الصعود. كان النادي المنكاسي آنذاك يدربه الإطار المغربي عبد القادر يومير ويعج بنجوم، أغلبهم من أبناء المدينة أو تكونوا في فرق صغرى في نواحي مكناس ومن أهم لاعبي هذا الجيل الذهبي: بيدان، بودومة، المنطيح، اليوسفي، بلعمري والأخوان جمال والغالي الدريدب. ترجع تسمية عبد الجليل بلقب كاماتشو إلى تلك الفترة ويرجع ذلك إلى عادة جمهور الكوديم في تسمية لاعبيه بأسماء لاعبي ريال مدريد في الثمانينات وكان نصيب عبد الجليل من هذا التقليد اسم الجناح الأيسر السابق لريال مدريد خوصي أنطونيو كاماتشو.

### الاحتراف
ظل كاماتشو في النادي المكناسي لموسم إضافي واحد لعب فيه مع الفريق منافسات كأس أفريقيا للأندية البطلة والتي أقصي فيها، بصعوبة، في دور الربع أمام الزمالك المصري.
في الموسم الموالي انتقل للاتحاد السعودي، الذي جاور فيه مواطنه أحمد البهجة، وشكل اللاعبان ثنائيا هجوميا ضاربا في الكرة السعودية. انتقل بعد ذلك للنادي الإفريقي التونسي الذي تألق فيه بشكل كبير ليصبح من أهم المهاجمين في تاريخ الدوري التونسي (39 هدفا في موسم واحد). لعب بعد ذلك في إسبانيا في صفوف فريق سبورتينغ خيخون لثلاثة مواسم، بين 1998 و2001. بعد التجربة الإسبانية عاد مرة أخرى للعب موسم في النادي الإفريقي قبل أن يختم مسيرته الرياضية بين موسمي 2002 و 2004 في فريقي المغرب الفاسي والنادي المكناسي.

### مع المنتخب الوطني
كان كاماتشو من أهم الركائز الهجومية للمنتخب الوطني المغربي في النصف الثاني من التسعينات، وكان قلب الهجوم المفضل للمدرب الفرنسي هنري ميشال. كان كاماتشو يتميز بقوته البدنية الهائلة وبإجادته التهديف بالرأس وأيضا بكلا القدمين، إضافة إلى انضباطه التكتيكي وسخائه في الأدوار الدفاعية.
أول مقابلة دولية له كانت في ماي 1995 في مقابلة ودية ضد المنتخب المصري في مراكش، وسجل أول هدف دولي له في ثاني مقابلة دولية له، ضد المنتخب التونسي في 1996.
شارك مع المنتخب المغربي في 3 دورات لكأس أفريقيا للأمم (1998، 2000 و2002) ومرة واحدة في كأس العالم، سنة 1998، وهي الدورة التي تألق فيها بتسجيله هدفين: الأول ضد النرويج بعد تمريرة من الطاهر لخلج والثاني ضد اسكتلندا بعد تمريرة من مصطفى حجي.

## الأندية التي لعب لها
- 1996-1992 النادي المكناسي
- 1997-1996 الاتحاد السعودي
- 1998-1997 النادي الإفريقي
- 2001-1998 سبورتينغ خيخون
- 2002-2001 النادي الإفريقي
- 2003-2002 المغرب الفاسي
- 2004-2003 النادي المكناسي[8]

## روابط خارجية
- عبد الجليل حدا على موقع الاتحاد الدولي (مؤرشف)  (الإنجليزية)
- عبد الجليل حدا على موقع قاعدة بيانات كرة القدم.إي يو (الإنجليزية)
- عبد الجليل حدا على موقع ناشيونال فوتبول تيمز (الإنجليزية)
- عبد الجليل حدا على موقع Soccerway.com (الإنجليزية)
- عبد الجليل حدا على موقع عالم كرة القدم.نت (الإنجليزية)